# Mariä Himmelfahrt (Seitingen)

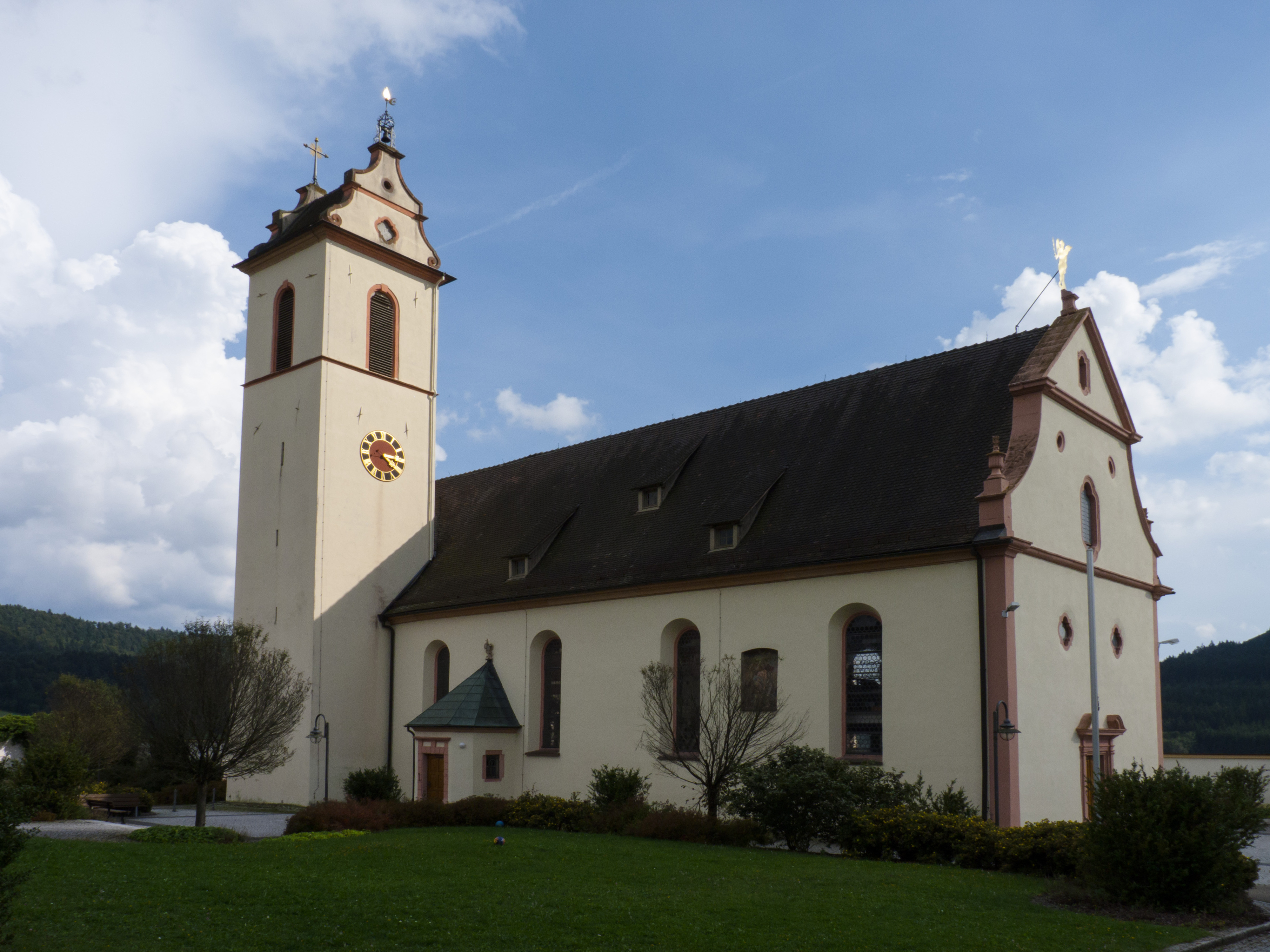
Mariä Himmelfahrt in Seitingen

Die römisch-katholische Kirche Mariä Himmelfahrt steht in Seitingen, einem Gemeindeteil von Seitingen-Oberflacht im Landkreis Tuttlingen in Baden-Württemberg. Die Pfarrei gehört zur Diözese Rottenburg-Stuttgart. Das Bauwerk ist beim Landesamt für Denkmalpflege Baden-Württemberg unter Paragraf 12 als Baudenkmal eingetragen.

## Beschreibung
Die spätgotische Saalkirche wurde ab 1757 barock umgebaut und 1762 geweiht. Sie besteht aus einem Langhaus, einem eingezogenen, dreiseitig geschlossenen Chor im Osten, einem Chorflankenturm an der Nordwand und der Sakristei an der Südwand des Chors. Die Fassade im Westen ist mit einem Schweifgiebel bedeckt. In ihr ist das Portal eingebaut. Das oberste Geschoss des mit einem Satteldach zwischen Volutengiebeln bedeckten Chorflankenturms beherbergt hinter den Klangarkaden den Glockenstuhl, das Geschoss darunter die Turmuhr.
Die Deckenmalereien im Innenraum von 1759 stammen von Franz Ludwig Hermann. Im Langhaus hat er die Glorifizierung Marias verewigt, im Chor das Abendmahl.

## Geschichte
1155 - Erwähnung der Kirche in einer Urkunde von Friedrich Barbarossa als Eigentum des Bistums Konstanz.
1275 - Kirche wird als Propstei bezeichnet.
1483 - Neubau der Kirche